# Gustav Berggren (fotbollsspelare född 2000)
Lars Gustav Hjalmar Berggren, född 1 juli 2000 i Hägerstens församling i Stockholm, är en svensk fotbollsspelare som spelar för IK Brage.

## Karriär
Berggren började spela fotboll som femåring i Mälarhöjdens IK och spelade där i 12 år. Som 17-åring gick han till AIK Akademi-lag och fick även träna en del med A-laget under sina år i AIK.
I november 2019 blev Berggren klar för Superettan-klubben Dalkurd FF, där han skrev på ett tvåårskontrakt. Den 16 juni 2020 gjorde han debut i Superettan i en oavgjord 0-0 match mot Akropolis IF, där han blev inbytt i den 67:e minuten mot John Junior.  I juni 2021 valde Berggren att bryta kontraktet med klubben. Och i augusti 2021 värvades han av seriekonkurrenten IFK Haninge.
I januari 2022 värvades Berggren av Norrby IF, där han skrev på ett treårskontrakt. Säsongen 2022 spelade Berggren 25 matcher och gjorde 3 assists. Efter Norrbys degradering till Ettan så valde Berggren att lämna klubben.
I november 2022 värvades han av Superettan-klubben IK Brage, där han skrev på ett treårskontrakt med klubben.

## Karriärstatistik
| Klubb              | Säsong             | Liga                       | Liga    | Liga | Nationell cup | Nationell cup | Totalt  | Totalt |
| Klubb              | Säsong             | Division                   | Matcher | Mål  | Matcher       | Mål           | Matcher | Mål    |
| ------------------ | ------------------ | -------------------------- | ------- | ---- | ------------- | ------------- | ------- | ------ |
| Mälarhöjdens IK    | 2016               | Division 4 Stockholm Södra | 1       | 0    | 0             | 0             | 1       | 0      |
| Mälarhöjdens IK    | 2017               | Division 4 Stockholm Södra | 11      | 1    | 0             | 0             | 11      | 1      |
| Mälarhöjdens IK    | Totalt             | Totalt                     | 12      | 1    | 0             | 0             | 12      | 1      |
| Dalkurd FF         | 2020               | Superettan                 | 17      | 0    | 4             | 1             | 21      | 1      |
| Dalkurd FF         | 2021               | Ettan Norra                | 13      | 1    | 2             | 0             | 15      | 1      |
| Dalkurd FF         | Totalt             | Totalt                     | 30      | 1    | 6             | 1             | 36      | 2      |
| IFK Haninge        | 2021               | Ettan Norra                | 14      | 1    | 0             | 0             | 14      | 1      |
| Norrby IF          | 2022               | Superettan                 | 25      | 0    | 4             | 0             | 29      | 0      |
| IK Brage           | 2023               | Superettan                 | 29      | 3    | 4             | 0             | 33      | 3      |
| IK Brage           | 2024               | Superettan                 | 29      | 2    | 4             | 0             | 33      | 2      |
| IK Brage           | 2025               | Superettan                 | 0       | 0    | 3             | 1             | 3       | 1      |
| IK Brage           | Totalt             | Totalt                     | 58      | 5    | 11            | 1             | 69      | 6      |
| Totalt i karriären | Totalt i karriären | Totalt i karriären         | 139     | 8    | 21            | 2             | 160     | 10     |